# Pont de la Coromina
El Pont de la Coromina o de l'Areny és un monument que es troba a La Coromina, que forma part de l'Inventari del Patrimoni Arquitectònic Català de la vila de Cardona (Bages).

## Descripció
Està situat sobre el riu Cardener, un dels afluents del Llobregat. És un pont pla de gairebé 80 metres de llargada i presenta sis arcs de factura desigual, tot i que un setè arc es troba amagat rere la fàbrica de l’Aranyó. Dona pas a la barriada de la Coromina des de la carretera que porta a Cardona. Un dels arcs combina pedra i maó, mentre que la resta són només de pedra. El pont presenta cinc tallamars de base triangular a la banda d’aigües  avalli carcanyols cecs al costat d’aigües amunt, actualment en un avançat estat de degradació.

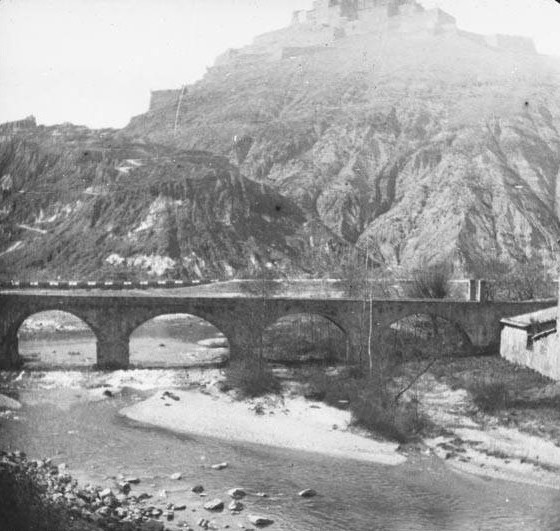
El pont de la Coromina en una imatge de 1917

## Notícies històriques
El pont és un element patrimonial que podria datar del segle XIII. El primer esment documental conegut apareix en el testament del vescomte Guillem I de Cardona. Antigament formava part de la finca de l’antic molí de la Coromina o de l’Areny, que aprofitava la força de l’aigua del Cardener primer per moldre sal i gra, i posteriorment per a usos industrials tèxtils.
Les il·lustracions antigues (com el gravat de Laborde) i els fonaments indiquen que originalment el pont tenia sis arcs, amb quatre arcades centrals de la mateixa llum i dues als extrems més reduïdes. En l’actualitat, només es conserven dues parelles d’arcades: una dels extrems i una altra de les centrals.
Entre els segles XVII i XVIII va patir nombroses refaccions i reconstruccions a causa dels aiguats i les crescudes del riu. També hi ha constància de reparacions a la segona meitat del segle XIX i a inicis del segle XX.
L’any 2021, el Servei de Patrimoni Arquitectònic Local (SPAL) de la Diputació de Barcelona va dur a terme una intervenció arqueològica i documental com a pas previ a la redacció d’un projecte de restauració patrimonial. Els treballs van consistir en un buidatge exhaustiu de documentació escrita i gràfica, l’aixecament planimètric complet de l’estructura i l’obertura de cinc sondejos arqueològics. Aquestes actuacions van permetre identificar fins a tretze fases constructives diferents.
La memòria històricoarqueològica resultant inclou l’inventari de materials arqueològics localitzats, el repertori de les unitats estratigràfiques i els plànols i seccions de les estructures. Aquest document, lliurat a l’Ajuntament de Cardona el 2022, s’emmarca dins dels Objectius de Desenvolupament Sostenible (ODS) de l’Agenda 2030, especialment els ODS 8 (Treball digne i creixement econòmic) i 11 (Ciutats i comunitats sostenibles).
El pont està inclòs en el Catàleg de Béns Protegits de Cardona i, des del 2015, està declarat Bé Cultural d’Interès Local (BCIL).